# ばくだん!〜幕末男子〜
『ばくだん!〜幕末男子〜』（ばくだん! ばくまつだんし）は、加瀬あつしによる日本の漫画作品。『週刊少年マガジン』（講談社）にて2011年26号から2012年44号まで連載された。最終話はセンターカラーで掲載された。
加瀬は、コミックス後書きで「幕末版『カメレオン』」であることを述べている。

## 概要
加瀬が得意とするヘタレなヤンキーを主人公としたヤンキー漫画。
当時、『信長協奏曲』、『僕はビートルズ』、『夢幻の軍艦大和』、『龍狼伝』、『JIN-仁-』といった「主人公が別の時代にタイムスリップする」というシチュエーションのヒット作が多かった。本作もそういった「タイムスリップ物」の1作と捉えることができる。
本作の特徴としては、タイムスリップする主人公もヤンキーであるならば、タイムスリップした先の新選組や攘夷派といった実在の人物もほぼ全員がヤンキーであり、下ネタギャグを繰り広げるといったこれまで加瀬の作風からのブレの無さを永山薫は挙げている。
作中でつボイノリオの『吉田松陰物語』をギャグとして引用したシーンがあり、つボイ本人が感謝のコメントを寄せている。

## あらすじ
ヘタレヤンキーの安達真琴（マコト）は修学旅行先の京都で自分の肖像が印刷された千円札を拾う。その千円札に導かれるように居合わせた幕女（守備対象が幕末の歴女）の女子高生高階蓮と共に三条大橋から落ちて、幕末の京都へとタイムスリップしてしまう。
スカジャン、ボンタン衣装のマコトは「異人かぶれ」と勘違いされ、攘夷浪士に天誅として斬り殺されそうになるが、新選組局長近藤勇によって救われる。
新選組と同行するようになったマコトは、桂小五郎を捕らえ、岡田以蔵を斬った（実際には岡田以蔵を斬ってはいない）ことから、史実には存在しない十一番隊組長となる。お忍びで街を歩いていた十四代目将軍徳川家茂とともども高杉晋作に誘拐され、黒船砲撃犯としての濡れ衣を着せられそうになるが、これも回避。家茂はマコトとの体験から積極性を出すようになった。
事態の影で暗躍する坂本龍馬。実はこの龍馬もまたマコト同様の平成時代からのタイムスリップ者であった。平成の世界を潰すべく、幕末の歴史を変えるため、龍馬は勝海舟を射殺する。マコトはその射殺直後の現場に居合わせたことから、勝の殺害犯として囚われるが、山南が犯人だと名乗り出る。マコトと山南は逃げ出すが、偽・龍馬に追いつめられ、マコトの千円札も燃やされてしまう。しかし、伊藤から受け取った千円札を持って、マコトと山南は平成時代へと逃れることができた。
平成で3年を過ごし、たくましく成長したマコトは幕末ではほとんど日を経ずに戻って来る。
番外編では、マコトは偽・龍馬に平成時代へ追いやられた本物の龍馬と国連所属の紛争調停の仕事に従事して3年を過ごしていたことが語られている。また、マコトは幕末の世界に身を埋め、蓮だけを平成時代に帰そうとするが、蓮はこれを断り、マコトと共に幕末の時代を過ごすことを決める。

## 登場人物
安達真琴（あだち まこと）
マコちん、マコト
「転校デビュー」を果たしたヘタれヤンキー。前の学校ではいじめられっ子であり、身体の前面の無数の傷も前の学校でのリンチの痕である。
お調子者、スケベで主人公願望も人一倍強い。だが、自分と同じ苦しみを持った人間の為に頑張る事が出来る優しさも持っている。
度重なる偶然と周囲の勘違いから手柄を立て、史実には無い新選組十一番隊組長になる。
高階蓮（たかしな れん）
幕末大好き歴女。伊藤らに捕らえられていたところをマコト、齋藤に助け出され、以後は新選組の賄いとして働く。
近藤勇
新選組副長。たまたま助けたマコトが何か特別な物を持っていると本能的に判断した。
土方歳三
マコトが新選組に害をなす存在ではないかと疑い、調査や暗殺を命じる。
マコトと共に山南の着替えシーン（蓮のブラジャーを着けるシーン）を覗き見してしまい、以降、巨乳好きの性癖となる。
沖田総司
剣の腕は立つが、手加減ができない性格で稽古でも相手に気絶させてしまう。恋愛方面は奥手で、当初は山南に想いを寄せていた（後述のように本作の山南敬助は女性）。
後に町医者の娘で半井唯に恋するが、唯は労咳を患っている。
斎藤一
新選組内で暗殺役を担っている。当初、土方の命令でマコトの命を狙うが、マコトを「活人剣の達人」と勘違いしてからは、いろいろと便宜を図るようになる。
山南敬助
新選組副長。本作では男装の女性となっている。マコトや蓮のことも素直に受け入れている。
坂本龍馬とも北辰一刀流を通じて旧知の仲であるが、偽・龍馬に腕を刺され、剣士としては再起不能となる。その後、勝海舟を殺害した犯人として名乗り出る。
大石鍬次郎
近藤と共に、最初期にマコトと出会った新選組隊士の1人。一撃で斬り殺さないのは、後に再び斬ることができるためと嬉しそうに語る人斬り。
マコトの剣の腕前を勘違いして惚れ込むが、マコトには相手にされない。
原田左之助、永倉新八
新選組組長。マコトのことは初期から信頼しており、沖田を交えて、歓迎会を開く。
御倉伊勢武
新選組隊士だが、その実は長州藩の間者。史実として蓮はそのことを知っており、山南に情報を漏らしてしまう。
土方も間者であることは気付いており、マコトの歓迎会に乗じて、沖田、原田、長倉らを長州藩の桂、伊藤らに襲わせて、新選組内の間者をあぶりだすために用いた。
伊藤俊輔
長州藩藩士。吉田松陰門下。斎藤に殺害されそうになったところをマコトに救われる。
御倉から情報を受け、歓迎会（酒盛り）しているマコトらを襲撃しようとするが、マコトが隠し芸に歌う『吉田松陰物語』に他の藩士ともどもキレそうになる。
伊藤博文が描かれた千円紙幣を拾う。伊藤本人はその紙幣の人物が自分だとは気づいていない。
桂小五郎
長州藩藩士。女装して土方を銃で撃とうとしていたところを、たまたまマコトによって捕らえられるが、長州藩と本格的に事を構えたくない会津藩の意向で釈放される。
岡田以蔵
既に武市半平太は捕らえられており、（偽の）龍馬に唆されて新選組の隊士を襲撃する。また、武市から毒入りの干し柿を送られている。
マコトと奇妙な友情を育むも、土佐藩と新選組という対立の中で、マコトと以蔵は戦うことになる。しかし、マコトは千円札の力で以蔵を現代（平成の世）に送ることで、以蔵を斬ることを回避した。
後に幕末に戻ってくるが、すっかり平成に染まり二次元アニメ美少女好きのオタクと化していた。戻って来た後は「イクラ（以蔵）」として新選組に入隊し、十一番隊の隊士となる。
坂本龍馬
史実の坂本龍馬とは別人。マコト同様に平成の世からタイムスリップしてきた。
平成の日本社会に恨みを抱いており、幕末期に大きな戦争を起こすことで平成時代の消滅を画策している。
徳川家茂
十四代目将軍。普段は弱気だが、気概はしっかりしている。股間の一物はマコトが驚愕するほと大きい。
高杉晋作
長州藩藩士。家茂を誘拐し、大砲を積んだ小舟に乗せ、アメリカの黒船を砲撃させることで、幕府とアメリカの間に紛争を引き起こそうと画策する。
久坂玄瑞
長州藩藩士。部下を省みぬ高杉と部下（以蔵）に庇われるマコトを比べ、高杉の負けを認め、殴って高杉を停める。
青葉
本作品オリジナルの人物。マコトが徳川家茂の命を救ったことで、家茂からマコトの下に送られてきた御庭番のくノ一。
一橋慶喜からマコトの暗殺のために送り込まれていたが、マコトの千円札に触れたことで心を開いた。近藤の通知によって青葉の意を知った家茂の命によって、士分に採り上げられ、十一番隊の隊士として加わる。

## 書籍情報
講談社コミックスより全6巻。
1. 2011年8月17日 ISBN 978-4-06-384543-3
2. 2011年11月17日 ISBN 978-4-06-384587-7
3. 2012年2月17日 ISBN 978-4-06-384632-4
4. 2012年6月15日 ISBN 978-4-06-384677-5
5. 2012年8月17日 ISBN 978-4-06-384724-6
6. 2012年12月17日 ISBN 978-4-06-384770-3